# Teroristični incident v Evropi leta 2010
Teroristični incident  leta 2010 je bil domnevni zaplet Al Kaide za sprožitev terorističnih napadov  na Združeno kraljestvo, Francijo in Nemčijo. Obstoj zapleta je bil razkrit konec septembra 2010, potem ko so ga odkrile obveščevalne agencije. Domnevano je bilo da naj bi napad bil ukaz Osama bin Ladena. Ta zarota je privedla do izrednega povečanja napadov na Drone v Pakistanu in potovalnih nasvetov iz več držav svojim državljanom da naj bodo previdni med potovanjem po Evropi.

## Zaplet
Obstoj zapleta je 28. septembra 2010 razkrilo več medijskih virov. Obveščevalci so izjavili, da je zaroto naročil Osama bin Laden. Načrt je bil izvesti napade, podobne tistim v Mumbaju leta 2008. Zaroto so odkrilie in preprečile združene enote varnostnih služb ZDA, Velike Britanije, Nemčije in Francije. Kot piše Der Spiegel, je prva informacija prišla od 36-letnega Nemca iz Hamburga, ki je bil identificiran kot Ahmad Siddiqui, ki so ga oblasti pridržale julija 2010 med poskusom letenja iz Kabula v Evropo. Bil je član islamskega gibanja Uzbekistana in se je še izpopolnjeval v Pakistanu, kjer ga je zaščitila mreža Haqqani. Trenutno je v priporu v Natu na letališču Bagram.  Nemški muslimani, povezani s zaroto, so bili povezani z mošejo Al-Quds v Hamburgu, mošejo, ki so obiskovali teroristi domnevno povezani z napadi 11. Septembra 2001.  Nemške oblasti so mošejo zaprle.
Po navedbah nemških obveščevalnih uradnikov so Sidiqi in deset drugih ljudi v začetku leta 2009 iz Hamburga odšli na plemenska območja Pakistana, kjer se jih je 8 pridružilo Islamskemu gibanju Uzbekistana (IMU).
Eden od članov skupine je bil 25-letni Rami Makanesi, nemški državljan sirskega porekla. Drugi je bil Shahab Dashti, nemški državljan iranskega porekla. Konec leta 2009 se je pojavil v posnetku IMU. Z nožem in pištolo je pozval druge Nemce, naj se pridružijo džihadu proti ameriškim silam v Afganistanu. Več drugih Nemcev v videoposnetku je pokazalo, kako streljajo orožje v vajah z neposrednim ognjem. V več prizorih je bilo videti, da so člani skupine uporabljali rakete in pištole za vadbo v napadih na sovražne položaje ter se učili vrste bojnih veščin, za katere so se zahodni protiteroristični uradniki bali, da bi jih v zahodnih mestih uporabili v napadu, podobnem napadom v Mumbaju leta 2008. En evropski uradnik za boj proti terorizmu je dejal, da je Sidiqi zasliševalcem povedal, da je Naamen Meziche, francoski državljan alžirskega porekla, prevzel načrtovalno vlogo v teroristični zaroti, ki jo je odobril Osama Bin Laden. Pakistanski uradniki so sredi junija 2012 v napadu blizu meje z Iranom zajeli Naamen Meziche.
3. oktobra 2010 sta ameriško ministrstvo za varnost in FBI izdala skupno svarilo, da se načrtujejo teroristični napadi na cilje v Evropi.
Nemški uradniki so sporočili, da so bili člani hamburške skupine rekrutirani iz mošeje Taiba v Hamburgu. V devetdesetih letih se je v isti mošeji - takrat imenovani Al Quds - udeležil Mohamed Atta, ki je v napadih 11. septembra postal glavni ugrabitelj. Hamburške oblasti so džamijo zaprle nekaj tednov po aretaciji Sidiqija, saj so dejali, da je mošeja postala rekrutacijski center za džihadiste po Evropi.
4. oktobra 2010 je ameriški brezpilotni zrakoplov izstrelil raketo na stavbo na območju Mir Ali v severnem Waziristanu in ubil 11 osumljenih militantov, za katere se domneva, da so člani organizacije Jihad al Islami. Pakistanski obveščevalci so naslednji dan potrdili, da je med njimi pet nemških državljanov, pa tudi trije drugi tujci, katerih državljanstva niso razkrili. Ostali so bili Pakistanci.
Pakistanski obveščevalec je potrdil, da sto bili osrednji igralci zarote 8 Nemcev in 2 britanska brata. Skrivali so se v Severnem Waziristanu, izsledili pa so jih Pakistan, Nemčija in Združeno kraljestvo.  Britanec pakistanskega porekla po imenu Abdul Jabbar, po rodu iz okrožja Dželum, osumljen vpletenosti v to zaroto, je bil po navedbah pakistanskih uradnikov ubit v napadu z brezpilotnim letalom. Domnevno naj bi bil urejen za vodjo skupine Al-Kaida v Združenem kraljestvu, ki je bila obtožena napadov na cilje v Evropi. Po podatkih pakistanskih obveščevalnih služb se je na plemenskih območjih Pakistana vzdolž afganistanske meje skrivalo na desetine islamskih militantov z evropskim državljanstvom, mnogi pakistanskega porekla, ki so načrtovali napade v Evropi. Britanski štab za komunikacije ocenjuje, da se približno 20 Britancev usposablja v Severnem Waziristanu.
Siddiqui je navedel, da je bil Younis al-Mauretani njegov stik z Al Kaido. V začetku septembra 2011 je v Quetti pakistanska obveščevalna služba Inter Services Services pri Frontier Corps Balochistan aretirala Al-Mauretanija z pomočjo ameriških obveščevalnih služb.

## Odziv
Ob obisku Pakistana kmalu po odkritju zarote je direktor Cie Leon Panetta zahteval popolno sodelovanje pakistanskih oblasti pri nevtralizaciji zapleta.

### Zračni napad
Združene države so se odzvale s povečanim številom napadov brezpilotnih zrakoplovov na območje Waziristan v Pakistanu.  Septembra 2010 je bilo izvedenih 22 napadov z brezpilotnimi letali, največ v mesecu dni od začetka napadov. 4. oktobra 2010 je v napadu umrlo 8 nemških državljanov, za katere se je sumilo da so del te zarote.

### Potovalni nasveti držav
Ameriška vlada je izdala ukrep, v katerem je pozvala državljane, naj "sprejmejo vse previdnostne ukrepe, da se zavedajo okolice in sprejmejo ustrezne varnostne ukrepe, da se zaščitijo med potovanjem" v Evropo ali znotraj nje kot odgovor na to zaplet. Britanska vlada je stopnjo nevarnosti terorizma za Britance v Nemčiji in Franciji dvignila s "splošne" na "visoko". Kanada je pozvala svoje državljane, naj bodo previdni na potovanjih po Evropi. Vendar kanadska vlada ni spremenila ali nadgradila svojih uradnih potovalnih nasvetov. Tudi Japonska je z nenavadno potezo izdala opozorilo o potovanju, ki je svoje državljane opozorila na nevarnost terorističnega napada v Evropi. Tudi švedsko zunanje ministrstvo je svoje državljane, ki potujejo v preostali del Evrope, pozvalo, naj bodo v pripravljenosti.